# Johannesknabe

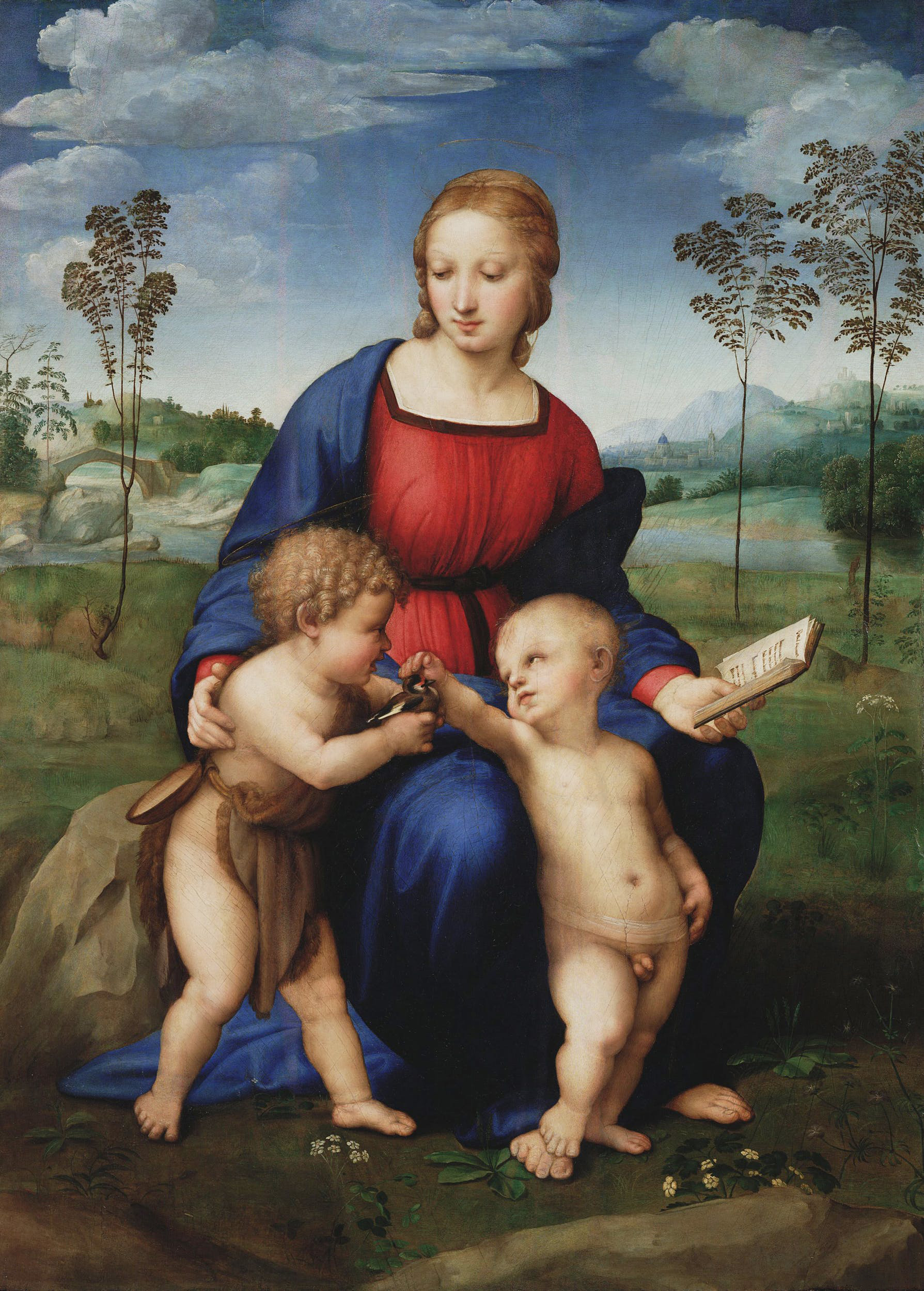
Madonna del Cardellino. Links der Johannesknabe im Schaffell und einem Distelfink, rechts der Jesusknabe, Ölbild von Raffael (1506)

Unter Johannesknabe versteht man die Darstellung von Johannes dem Täufer als Knaben, der das Jesuskind begleitet. Der Johannesknabe war seit der Renaissance ein beliebtes Motiv für Andachtsbilder.